# Tammo (conte di Astfala)
Tammo, chiamato anche Tankmaro (intorno al 960 – 1037), fu conte dell'Hessengau sassone dal 994 e dal 1013 anche conte ad Astfala e a Flutwidde.

## Biografia
I suoi genitori furono il conte Teodorico di Sassonia e Fritheruna, figlia del conte palatino Adalberone, mentre suo fratello fu il vescovo Bernoardo di Hildesheim.
Tammo fu Vogt della Chiesa di Hildesheim. Dal 1001 fu Truchsess dell'imperatore Ottone III in Italia. Lì, dal castello di Paterno, riuscì a tenere sotto controllo i romani ribelli e a rafforzare il prestigio imperiale in quelle regioni. Il 18 marzo 1001 ricevette in dono da Palazzuolo una tenuta di cinque Hufen nel villaggio di Leibi (Liubicha, Großlöbichau) nella zona di Kirchberg (in territoruio Kirihbergensi) nella contea di Eccardo (in comitatu Ekkiharti). Il 12 maggio dello stesso anno, su richiesta del margravio Ugo II di Toscana, ricevette da Ottone III a Ravenna il dono di un Hufe nell'Ober-Ingelheim francone, che in precedenza era stata di proprietà di un certo Bernardo.
Nel 1013 Enrico II gli diede in feudo il Gau di Astfala, nel quale si trovava anche la fondazione del monastero di Bernward. I suoi poteri comitali si estendevano principalmente sui luoghi degli odierni circondari di Peine, Wolfenbüttel e Hildesheim. "Il terminus ante quem è il 1037, l'anno della morte del conte Tangmar (Tammo)", scrivono Michael Brandt e Arne Eggebrecht nel 1993.
La contea di Tammo nel Gau di Flutwidde passò ai Brunonidi dopo la sua morte.